# Gebäude Stader Straße 35
Im Gebäudekomplex Stader Straße 35 in Bremen-Östliche Vorstadt befand sich das St. Petri Waisenhaus, danach eine Polizeiunterkunft der Bremer Polizei und eine Kaserne. Heute sind in dem Geschäftshaus verschiedene Praxen und Einrichtungen untergebracht. Das Gebäude wurde 2004 als Bremer Kulturdenkmal unter Denkmalschutz gestellt.
Der größere und angrenzende Gebäudekomplex Stader Straße 41 bis 55 wurde ab 1924 errichtet und bis 1945 mit Nr. 35 gemeinsam genutzt. Danach wurde er zu Wohnungen umgebaut.

## Geschichte
Als 1901 das Gebäude Stader Straße 35 in Hastedt gebaut wurde, lag es noch außerhalb der Stadt Bremen, bis Hastedt 1902 zu Bremen kam. Seit 1939 gehört dieser Bereich zur Östlichen Vorstadt.

### St. Petri Waisenhaus (1901 bis 1922)
Die Stiftung St. Petri Waisenhaus von 1692 in Bremen hat ihren Ursprung im Waisenhaus der Gemeinde des St. Petri-Doms. 1785 bekam die Stiftung einen Neubau in der Altstadt, Domshof 8, den sie 1901 an die Bremer Bank für einen Neubau verkaufte.
Etwa hundert Jahre nach Errichtung des Baus am Domshof genügten Lage und Einrichtung erneut nicht den erhöhten Ansprüchen. Ein streng axialer, zweigeschossiger, 15-achsiger verputzter Flügelbau mit hufeisenförmigem Grundriss entstand 1901 auf der damals noch grünen Wiese an der neu angelegten Stader Straße. Das neobarocke Gebäude mit zurückhaltenden Ornament in der Fassade, einem Mansarddach mit roter Ziegeleindeckung und einem dreigeschossigen Mittelrisalit mit einem Segmentgiebel entstand nach Plänen der Architekten Eduard Gildemeister und Wilhelm Sunkel. Das aus dem Vorgängerbau materiell übernommene klassizistische Giebelportal und weitere Architekturmotive wie der Dachreiter mit Glockenstuhl erinnern an den abgerissenen Altbau am Domshof. Vor dem Ersten Weltkrieg waren im Heim 150 bis 160 Knaben untergebracht. 1922 erfolgte eine erneute Verlegung der Einrichtung nach Osterholz, Osterholzer Dorfstraße.

### Polizeiunterkunft (1923 bis 1935)
Von 1923 bis 1926 folgten Umbauten und Erweiterung nach Plänen des Architekten W. Grieme vom Hochbauamt Bremen. Das Hauptgebäude an der Stader Straße wurde 1924/25 für Wohn- und Unterkunftszwecke der Schutzpolizei umgebaut und erhielt dabei zusätzliche Treppenhäuser. Die 1931 errichteten Balkone sollten die Möglichkeit bieten, die Kaserne jederzeit in ein reines Wohngebäude umzuwandeln. Danach enthielt dieser Block Wohnungen für verheiratete Unteroffiziere und Beamte.
Nördlich von diesem Block wurde an der Stader Straße 41 bis 55 von 1924 bis 1926 eine viereckige Gebäudegruppe als typische Kaserne mit großem Innenhof gebaut, bestehend aus neoklassizistischen ein-, zwei- und viergeschossigen Putzbauten mit Satteldächern und zwei dreigeschossigen quadratischen Eckbauten mit einem glockenförmigen Walmdach. Die Viergeschosser enthielten die Unterkünfte, die damaligen Ein- und Zweigeschosser Kfz-Hallen und Stallungen. In den beiden Gebäuden erhielt die Bereitschaftspolizei rund 1450 Unterkünfte sowie Räume für die Schulung und Soziales.

### Kaserne (1935 bis 1945)
Das hier beheimatete Landespolizeiregiment 27 Bremen wurde 1935 als Infanterieregiment von der Wehrmacht übernommen. Die Polizeiunterkunft wurde dadurch zur Kaserne, erhielt den Namen Adolf-Hitler-Kaserne und diente ab Oktober 1935 der neu aufgestellten 22. Infanterie-Division.
1936 soll das Gebäude vom Land Bremen gekauft worden sein, der östliche Teil des Geländes wurde von den Schütte-Erben erworben. Auf dem Nordteil des Grundstückes wurden die größtenteils noch bis in die frühen 2000er Jahre stehenden Kfz-Hallen, Werkstattgebäude, ein Tankhäuschen und ein Gas- und Entseuchungsraum errichtet. Die früheren Kfz-Hallen und Stallungen nahmen jetzt die Reitpferde der Offiziere auf (später Lagerräume). Der Hauptbau wurde teilweise umgebaut für die neu aufgestellte Nebel-, Lehr- und Versuchsabteilung.
An die Nutzung als Kaserne erinnert heute noch der Name der Gaststätte „Alte Wache“ an der Stader Straße Ecke Harsefelder Straße, die sich genau dort befindet, wo früher der Eingang der Kaserne bewacht wurde.

### Wohnhaus und Geschäftshaus (nach 1945)
Nach 1945 erfolgten mit einfachen Mitteln die Umbauten des ehemaligen Waisenhauses und der Kaserne für abgeschlossene Wohnungen. Später wurde das ehemalige Waisenhaus zum Büro- und Geschäftshaus umgebaut, in dem sich heute u. a. verschiedene Arztpraxen, Gesundheitseinrichtungen und Büros sowie ein Supermarkt, die Schauspielschule für Kinder und Jugendliche Task und der Philosophie-Salon befinden.